# خانه نداف زاده
خانه نداف زاده مربوط به دوره پهلوی  است و در شهرستان اشکذر، بخش مرکزی، شهر اشکذر واقع شده و این اثر در تاریخ ۸ مهر ۱۳۸۷ با شمارهٔ ثبت ۲۳۴۷۱ به‌عنوان یکی از آثار ملی ایران به ثبت رسیده است.